# Lagidium peruanum
La viscaccia peruviana (Lagidium peruanum) è una specie di roditori nella famiglia dei Chinchillidae. Vive in Cile e Perù, a quote tra i 300 e i 5000 m, e può essere presente anche in Bolivia.